# Династия Мак
Династия Мак (вьет. nhà Mạc, тьы-ном 家莫, ня мак), также дом Мак (Mạc triều, 莫朝, мак чьеу), — одна из вьетнамских династий, управлявших севером страны с 1527 по 1592 годы. После потери контроля над столицей в 1592 её представители, которых поддерживала китайская династия Цин, правили провинцией Каобанг до 1677 года.
Основателем династии Мак был родственник знаменитого чанского конфуцианского мыслителя Мак Динь Ти (Mạc Đĩnh Chi). В отличие от предка, Мак Данг Зунг решил пойти в военные, и дослужился до генеральского звания. Затем он захватил власть в результате государственного переворота и правил страной с 1527 года до самой своей смерти в 1541.

## Мак Данг Зунг

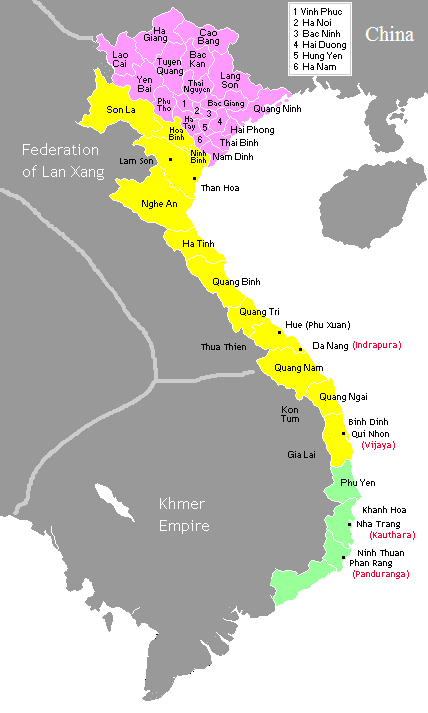
Карта Вьетнама на 1560 год. Мак всё ещё контролирует северо-восток страны, но их земли становятся всё меньше.

Мак Данг Зунг, знаменитый своими силой и хитроумием, начал свою карьеру примерно в 1506 году с должности телохранителя жестокого и ненавидимого народом императора Ле Уи-мук (Lê Uy Mục). Со временем Данг Зунг наращивал власть, несмотря на смену императоров, получая всё новых союзников и врагов.
Около 1520 года началась гражданская война, которая продолжалась 150 лет с небольшими перерывами. Испугавшийся амбиций молодой император Ле Тьеу-тонг (Lê Chiêu Tông) бежал на юг. Официально Мак Данг Зунг передал полномочия императору, но на практике — продолжал править; Чини и Нгуены, влиятельные семьи, заявили преданность императору, на самом деле воюя друг с другом. В ответ Мак Данг Зунг провозгласил младшего брата императора, принца Суана, новым правителем под именем Ле Кунг-хоанг (Lê Cung Hoàng). Восстание временно прекратилось, когда верные Мак Данг Зунгу люди схватили и казнили Ле Тьеу Тонга вместе с организаторами восстания.
В 1527 Мак Данг Зунг удалил от дел нового императора и принял императорский титул сам, взяв имя Минь Дык (Minh Đức). Узурпация трона и отъём власти у легитимной династии Ле стали причинами недовольства чиновников. Некоторые были убиты, некоторые совершили самоубийство, другие же бежали на юг, чтобы присоединиться к Чиням или Нгуенам в их борьбе против Маков.
Противостояние продолжилось с новой силой, и проимператорские силы стали искать расположения союзников, в основном, династию Мин, а также лансангского короля Пхотхисарата. Мак Данг Зунг дипломатией и взятками убедил династию Мин не нападать в 1528 году. После этого Данг Зунг передал престол своему сыну, Мак Данг Зоаня (Mạc Đăng Doanh), хотя целью этого было лишь удостовериться в том, что после смерти Данг Зунга титул получит именно Данг Зоань. В реальности же Данг Зунг продолжал править как «верховный император» (Thái thượng hoàng).

## Возвращение Мак Данг Зунга
Императорские союзники собрали значительные силы, и в следующие три года отвоевали все провинции к югу от Красной речки. В 1533 году марионеточный император Ле, Ле Чанг-тонг, был коронован в недавно захваченной столице.
Несколько лет спустя положение Маков стало отчаянным: минская делегация рапортовала, что Мак — нелегитимная династия, и что власть должна быть возвращена Ле. В 1537 году огромная минская армия отправилась с севера на битву с Маками.
В этот момент Мак Данг Зоань умирает, и его отец снова стал единоличным правителем. Снова он дипломатией и подарками задобрил династию Мин, и они сменили официальную позицию: Ле должны править землями на юге от Красной реки, а Мак — на севере. Нгуены и Чини не приняли такое разделение, и война продолжилась.
В 1541 году Мак Данг Зунг умер. Трон перешёл к его внуку по имени Мак Фук Хай (Mạc Phúc Hải).

## 1541—1592: поражение

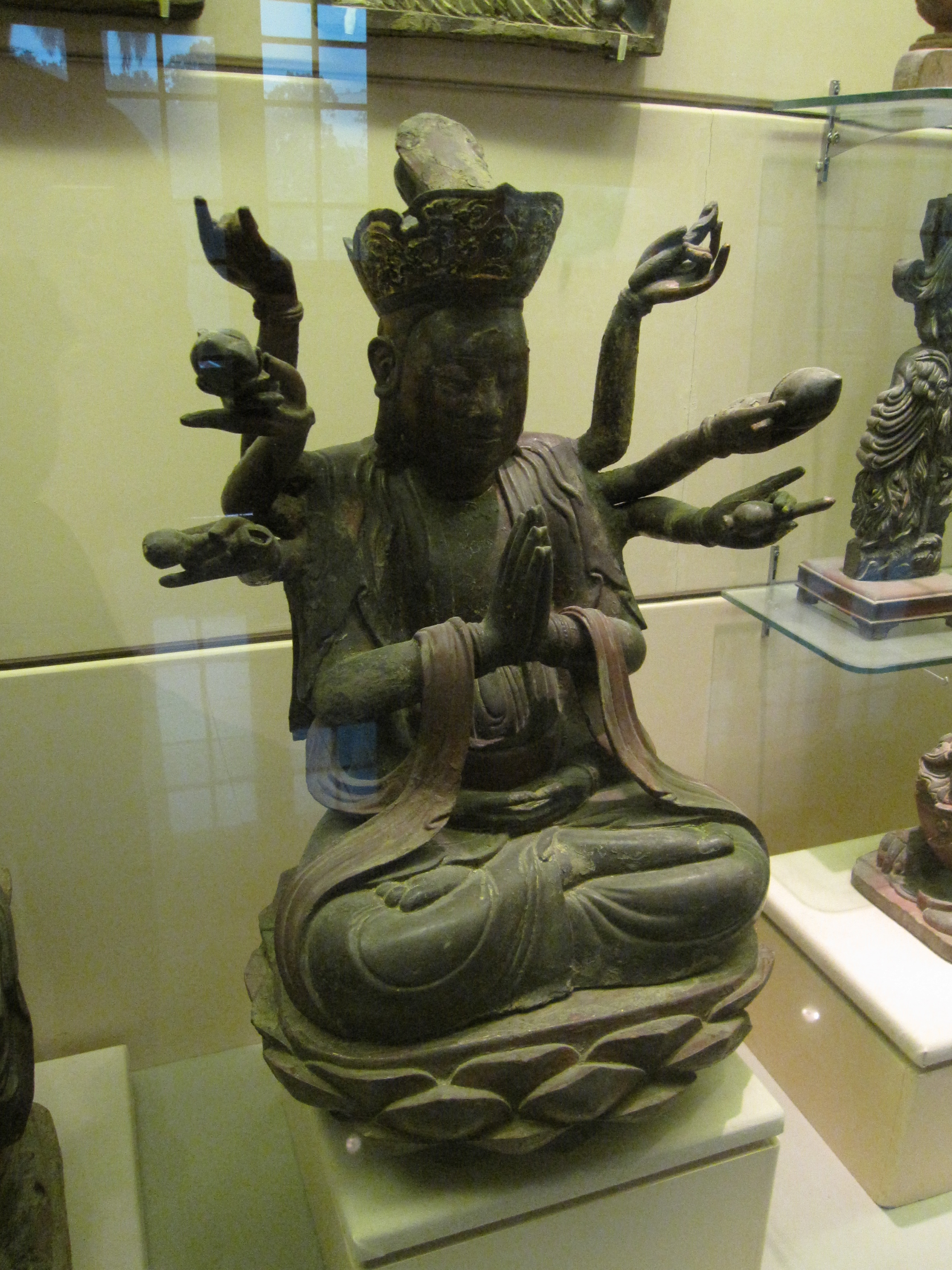
Статуя Авалокитешвары XVI века.

Мак Фук Хай правил всего шесть лет, за которые его силы потерпели несколько поражений, а контролируемые Маками земли уменьшились ещё больше. Мак Фук Нгуен (Mạc Phúc Nguyên) (1545—1561) стал следующим правителем. В борьбе с Ле ему помогал брат Чунг.
Мак Мау Хоп (Mạc Mậu Hợp) правил страной с 1561 по 1592. Он был последним выдающимся правителем Маков. В 1572 году Чини захватили столицу, однако ему удалось отвоевать её через год. Затем, в 1592 году, Чинь Тунг (Trịnh Tùng) отправил огромную армию на север и занял Ханой вместе с остальными северными провинциями. Мак Мау Хопа поймали и три дня казнили, отрезая от него куски.

## Последние 80 лет

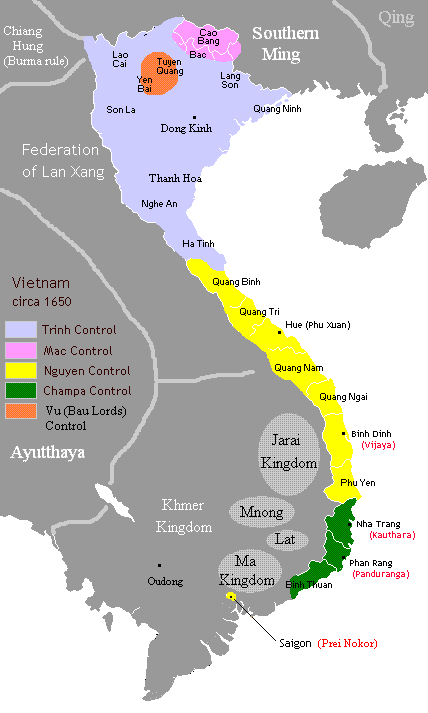
Карта Вьетнама, примерно показывающая владения Чиней, Нгуенов, Маков и Тямпы к 1640 году.

Маки потеряли все земли, кроме окрестностей провинции Каобанг, находившихся под формальным протекторатом династии Мин. Новым полководцем Маков стал Мак Кинь Ти (Mạc Kinh Chi), он смог собрать войско, разбившее силы Чинь Тунга. Позже его армия была разбита новыми силами Чиней.
Мак Кинь Кунг (Mạc Kinh Cung) правил более 20 лет (1593—1616). Главным городом тогда стал Ваннинь (вероятно, располагавшийся на территории провинции Куангнинь). Силы Маков нанесли несколько поражений чиньской армии, после чего Чини запросили поддержки у Нгуенов, и объединённая армия нанесла Макам окончательное поражение.
В 1598 новая комиссия Мин постановила, что династия Мак должна править [подконтрольными Мин] землями Каобанга; Мак остались в той области, периодически совершая набеги на земли Чиней.
В это время энергичный князь Чинь Чанг (Trịnh Tráng) завоевал ещё макских территорий и начал войну Чиней и Нгуенов (Trịnh-Nguyễn phân tranh). Война началась для него с катастрофического поражения в битве при Чыонгдыке в 1648 году.
Следующий князь Чинь, Чинь Так (Trịnh Tạc), был более успешен, чем отец: ему удалось отбросить Нгуенов на их старые позиции и 15 лет восстанавливать страну.
До этого момента Чини не могли окончательно уничтожить Маков, потому что тем оказывали протекцию династия Мин. Однако в 1644 году Мин пала под натиском маньчжуров, и китайское правительство больше не испытывало симпатий к Макам. В начале 1660-х Маки совершили ошибку, заключив союз с неверным губернатором, и император Канси перестал оказывать им протекцию. В 1667 году Чинь Так завоевал Каобанг, разбил Маков и отбросил их на китайские земли.
Последнее упоминание о династии Мак относится к 1677 году, когда их армия напала с китайских земель и была разбита Чинями.

## Последствия
Современные Макам историки считали династию узурапторской, однако с 1945 действия вызывают споры. Современные исследователи отмечают полученные женщинами свободы, государственную поддержку иностранной торговли, привёдшую к расцвету Ханоя (в то время носившего имя Донгдо (Đông Đô) и соседних городов — Тюдау (Chu Đậu) (Хайзыонг).
Многие люди, служившие Макам, включая регента Мак Кинь Дьена (Mạc Kính Điển), генералов Нгуен Куена (Nguyễn Quyện) и Мак Нгок Льена (Mạc Ngọc Liễn), удостаивались похвалы как от друзей, так и от врагов, за свои таланты и горячую преданность.